# Ignacy (Golinczenko)
Ignacy, imię świeckie Fiodor Władimirowicz Golinczenko (ur. 21 czerwca 1989 w stanicy Kryłowskiej w Kraju Krasnodarskim) – rosyjski biskup prawosławny.

## Życiorys
Pochodzi z rodziny robotniczej. W 2006 r. wstąpił do seminarium duchownego w Krasnodarze; w tym okresie był hipodiakonem arcybiskupa majkopskiego i adygejskiego Pantelejmona. Od 2008 r. kontynuował naukę w seminarium duchownym przy monasterze Spotkania Włodzimierskiej Ikony Matki Bożej w Moskwie, które ukończył w 2013 r.
W 2011 r. z rąk metropolity krasnojarskiego i aczyńskiego Pantelejmona otrzymał święcenia diakońskie (23 października) i kapłańskie (10 listopada). Następnie pełnił posługę w świątyniach Krasnojarska (w budowanym soborze Narodzenia Matki Bożej, w soborze Opieki Matki Bożej, w cerkwi Cudu św. Michała Archanioła). 22 grudnia 2017 r. złożył przed metropolitą Pantelejmonem wieczyste śluby mnisze z imieniem Ignacy, ku czci św. Ignacego Kaukaskiego.
9 lipca 2019 r. postanowieniem Świętego Synodu wybrany biskupem jenisejskim i lesosibirskim, w związku z czym 5 dni później otrzymał godność archimandryty. Chirotonia biskupia miała miejsce 1 września 2019 r. w Monasterze Dońskim w Moskwie, pod przewodnictwem patriarchy moskiewskiego i całej Rusi Cyryla.